# Graffitiger
Graffitiger je krátký animovaný film Libora Pixy z roku 2010 o namalovaném tygrovi (jako graffiti), který bloudí po pražských zdech.
Film získal cenu za nejlepší animaci na FAMUfestu 2010, Cenu Magnesie za nejlepší studentský film (v rámci Českého lva 2010) a byl nominován na Studentského Oscara.
Další ocenění:
AnimArte! 2011 - cena diváků a druhé místo v mezinárodní studentské soutěži v Rio de Janeiro
The River Film Festival Porta Portello v Padova 2011 - nejlepší krátký animovaný film
The Sixth CILECT Prize 2011 - nejlepší animovaný film
IX International Festival of Animation Arts Multivision, St. Petersburg - cena za lyriku
The International Short Film and Animation Festival Dyvofilm, Dnetropetrovsk, cena - nejlepší vizuální řešení
Grand Prix – Kinoproba Film Festival, Jekatěrinburg
Graff Fest, St. Petersburg - cena za nejlepší animovaný film v graffiti a street-art stylu

## Recenze
- Jaroslav Sedláček, Kinobox.cz, 27. dubna 2011   Archivováno 2. 5. 2011 na Wayback Machine.